# Rafael Giménez Jarque
Rafael Giménez Jarque, més conegut com a Fali, (València, 12 d'agost de 1993) és un futbolista professional valencià d'ètnia gitana que juga com a migcampista al Cadis CF.

## Carrera de club
Fali va fitxar pel planter del Llevant UE el 2010, a 17 anys, després d'haver començat a jugar anteriorment amb el Vila-real CF i el Catarroja CF. Va debutar amb el Llevant UE B, i va jugar diverses temporades a Segona Divisió B i Tercera Divisió.
El 16 d'agost de 2013 Fali va rescindir el contracte amb els valencians, i va fitxar per l'Huracà València CF de Segona B poques hores després. La temporada 2014–15 va participar en 42 partits i va marcar tres gols, mentre l'equip va perdre els play-offs.
El 6 de juliol de 2015 Fali va signar contracte per dos anys amb el Gimnàstic de Tarragona, acabat d'ascendir a Segona Divisió. Va debutar com a professional el 30 d'agost, entrant a la segona part com a suplent de Sergio Tejera en una victòria per 2–1 contra el CD Tenerife.
Fali va marcar el seu primer gol com a professional el 19 de desembre de 2015, el segon del seu equip en una victòria per 3–1 a casa contra el Reial Saragossa. El 7 de gener de l'any següent fou cedit al FC Barcelona B, fins al juny.
L'11 de juliol de 2016, la cessió es va prorrogar fins al 2018, amb clàusula de compra. El 31 de gener de 2018, va retornar al Nàstic després de rescindir la relació amb el Barça.
El 10 de maig de 2019, Fali va ser cedit al Cadis CF de segona divisió, fina al final de la temporada 2018-19, en substitució del lesionat Aleksandar Pantić. El 8 de juliol va signar-hi contracte permanent per tres anys. El 10 de febrer Fali va renovar contracte amb el club fins al 2024.
Fali va renovar el contracte el 10 de febrer de 2020, fins al 2024. Va marcar un gol en 30 partits aquella temporada, ajudant l'equip a ascendir a La Liga després de 14 anys.
El 20 de setembre de 2020, Fali va debutar a la màxima categoria espanyola, jugant la segona part en una derrota per 2–0 a fora contra la SD Huesca.

## Vida personal
Fali és gitano; es va casar als 16 anys i va tenir un fill als 17. Treballava en un desballestament.